# Péguilhan
Péguilhan é uma comuna francesa na região administrativa do Alto Garona, região de Auvérnia-Ródano-Alpes. Estende-se por uma área de 23,58 km². Em 2010 a comuna tinha 284 habitantes (densidade: 12 hab./km²).
Em 1 de janeiro de 2017 a comuna de Lunax foi fundida com Péguilhan.